# Samuel Z. Arkoff
Samuel Z. Arkoff est un producteur de cinéma américain né le 12 juin 1918 à Fort Dodge, Iowa, et mort le 16 septembre 2001 à Burbank, en Californie.
Il fonde en 1956, avec James H. Nicholson, la société de production American International Pictures (AIP).
Il est un des spécialistes de la série B (produisant par exemple Roger Corman), ce qui ne l'a pas empêché de produire des cinéastes comme Martin Scorsese ou Brian De Palma.

## Filmographie
- 1955 : The Beast with a Million Eyes
- 1956 : Girls in Prison
- 1956 : The She-Creature
- 1956 : Runaway Daughters
- 1957 : Voodoo Woman
- 1957 : Dragstrip Girl
- 1957 : Rock All Night
- 1957 : Invasion of the Saucer Men
- 1957 : Reform School Girl (en)
- 1957 : Motorcycle Gang
- 1957 : Le Fantastique Homme colosse (The Amazing Colossal Man)
- 1957 : The Saga of the Viking Women and Their Voyage to the Waters of the Great Sea Serpent
- 1958 : Terror from the Year 5000
- 1958 : The Bonnie Parker Story
- 1958 : Suicide Battalion
- 1958 : Attack of the Puppet People
- 1958 : Mitraillette Kelly (Machine-Gun Kelly)
- 1958 : Le Retour de l'homme colosse (War of the Colossal Beast)
- 1958 : High School Hellcats
- 1958 : Teenage Cave Man
- 1958 : Le Danger vient de l'espace (La Morte viene dallo spazio)
- 1958 : Earth vs. the Spider
- 1958 : Submarine Seahawk
- 1959 : Paratroop Command
- 1959 : Crimes au musée des horreurs (Horrors of the Black Museum)
- 1959 : Ghost of Dragstrip Hollow
- 1960 : Le Cirque des horreurs (Circus of Horrors)
- 1960 : Le Vainqueur de l'espace (Space Men)
- 1961 : Reptilicus le monstre des mers (Reptilicus)
- 1961 : Le Maître du monde (Master of the World)
- 1961 : La Chambre des tortures (Pit and the Pendulum)
- 1962 : Premature Burial
- 1962 : Objectif septième planète (Journey to the Seventh Planet) de Sidney W. Pink
- 1962 : Brûle, sorcière, brûle! (Night of the Eagle)
- 1962 : L'Empire de la terreur (Tales of Terror)
- 1962 : Panique année zéro (Panic in Year Zero!)
- 1963 : Le Corbeau (The Raven)
- 1963 : Operation Bikini (en)
- 1963 : Beach Party
- 1963 : Invasion of the Star Creatures
- 1963 : La Malédiction d'Arkham (The Haunted Palace)
- 1963 : L'Horrible Cas du docteur X (X)
- 1964 : Le croque-mort s'en mêle (The Comedy of Terrors)
- 1964 : Le Sorcier de l'Arménie (Roma contro Roma)
- 1964 : Je suis une légende (The Last Man on Earth)
- 1964 : Muscle Beach Party
- 1964 : La Cripta e l'incubo
- 1964 : Bikini Beach
- 1964 : The Time Travelers
- 1964 : Pajama Party
- 1964 : La Tombe de Ligeia (The Tomb of Ligeia)
- 1965 : Beach Blanket Bingo
- 1965 : The City Under the Sea
- 1965 : How to Stuff a Wild Bikini
- 1965 : Deux Cinglés à l'armée (Sergeant Dead Head)
- 1965 : La Planète des vampires (Terrore nello spazio)
- 1965 : Le Messager du diable (Die, Monster, Die!)
- 1965 : Dr. Goldfoot and the Bikini Machine
- 1966 : Queen of Blood
- 1966 : The Ghost in the Invisible Bikini
- 1966 : Fireball 500 (en)
- 1966 : Les Anges sauvages (The Wild Angels)
- 1966 : L'Espion qui venait du surgelé (Spie vengono dal semifreddo)
- 1966 : The Big T.N.T. Show
- 1967 : Thunder Alley
- 1967 : Les Anges de l'enfer (Devil's Angels)
- 1968 : Les Troupes de la colère (Wild in the Streets)
- 1968 : Les Sept sauvages (The Savage Seven)
- 1968 : Three in the Attic
- 1969 : De Sade
- 1970 : Horreur à volonté (The Dunwich Horror)
- 1970 : Bloody Mama
- 1970 : Le Dépravé - Dorian Gray (Dorian Gray)
- 1970 : Wuthering Heights
- 1970 : Les Crocs de Satan (Cry of the Banshee) de Gordon Hessler
- 1970 : Up in the Cellar
- 1971 : Mais qui a tué tante Roo ? (Whoever Slew Auntie Roo?)
- 1971 : L'Abominable Dr. Phibes (The Abominable Dr. Phibes)
- 1971 : Gojira tai Hedorâ
- 1971 : Murders in the Rue Morgue
- 1971 : Bunny O'Hare
- 1972 : An Evening of Edgar Allan Poe
- 1972 : Baron vampire (Gli Orrori del castello di Norimberga)
- 1972 : Bertha Boxcar (Boxcar Bertha)
- 1972 : Le Retour de l'abominable Dr. Phibes (Dr. Phibes Rises Again)
- 1972 : Massacre (Slaughter)
- 1972 : Le Vampire noir (Blacula)
- 1973 : Les Décimales du futur (The Final Programme)
- 1973 : Coffy, la panthère noire de Harlem (Coffy)
- 1973 : Dillinger
- 1973 : Flipper City (Heavy Traffic)
- 1973 : L'Exécuteur noir (Slaughter's Big Rip-Off)
- 1973 : Casse dans la ville (Hell Up in Harlem) de Larry Cohen
- 1973 : Scream, Blacula, Scream !
- 1974 : Sugar Hill
- 1974 : Madhouse de Jim Clark
- 1974 : Abby (en)
- 1975 : The Wild Party
- 1975 : Cooley High
- 1975 : Hennessy
- 1975 : Le Sixième continent (The Land That Time Forgot)
- 1975 : Return to Macon County
- 1976 : The Town That Dreaded Sundown
- 1976 : Dragonfly
- 1976 : Exécuteur, L (Gli Esecutori)
- 1976 : Soudain les monstres (The Food of the Gods)
- 1976 : Un cowboy en colère (The Great Scout & Cathouse Thursday)
- 1976 : Futureworld
- 1976 : Nina (A Matter of Time)
- 1977 : L'Empire des fourmis géantes (Empire of the Ants)
- 1977 : Le Continent oublié (The People That Time Forgot)
- 1977 : L'Île du docteur Moreau (The Island of Dr. Moreau)
- 1978 : Our Winning Season
- 1979 : The Visitor
- 1979 : California Dreaming
- 1979 : Amityville, la maison du diable (The Amityville Horror)
- 1979 : C.H.O.M.P.S.
- 1980 : Pulsions (Dressed to Kill)
- 1980 : Les nanas jouent et gagnent (How to Beat the High Co$t of Living) de Robert Scheerer
- 1980 : The Earthling
- 1982 : Épouvante sur New York (Q)
- 1983 : The Final Terror
- 1984 : Les Branchés du Bahut
- 1985 : Hellhole
- 1999 : Hantise (The Haunting)
- 2001 : Earth vs. the Spider (TV)
- 2001 : L'Enfant qui venait d'ailleurs (The Day the World Ended) (TV)
- 2001 : She Creature (Mermaid Chronicles Part 1: She Creature) (TV)
- 2002 : Teenage Caveman (TV)